# Стрілка Ліндена
Стрілка Ліндена (Erythromma lindenii) — вид комах з родини стрілкових (Coenagrionidae).

## Морфологічні ознаки
Самці: Верхні анальні придатки довші за нижні, вигнуті. Потиличні плями лінійні, або відсутні. Доплечова смуга дуже широка. Самиці: анальні придатки світлі. Мезостигмальна пластинка велика, з жовтими бічними горбочками. Задній край передньоспинки слабко викривлений, трилопатевий. У обох статей птеростигма світлосіра, велика. Тіло — 24–29, крила — 17–20 мм.

## Поширення
Середземномор'я. В Україні — Придунав'я, Нижній Дністер (Одеська область), Нижній Дніпро (Херсонська область).

## Особливості біології
Зустрічається біля проточних і стоячих водойм. Дає 1 генерацію на рік. Літ імаго — у червні–серпні. Яйця відкладає на водяні рослини річок з повільною течією і водойм з чистою, насиченою киснем водою. Реліктовий середземноморський вид.

## Загрози та охорона
Загрози: забруднення водойм, в яких розвиваються личинки.
Охороняється у комплексі з іншими видами у БЗ «Дельта Дунаю». Рекомендується досліджувати стан популяцій, зокрема в умовах заповідника, це дасть змогу планувати науково обґрунтовані заходи щодо збереження виду.